# Brant Daugherty
Brant David Daugherty (Mason, Ohio; 20 de agosto de 1985) es un actor estadounidense. 
Es conocido por su papel como Noel Kahn en la serie de Freeform Pretty Little Liars y Luke Sawyer en la película Cincuenta sombras liberadas.

## Vida personal
Contrajo matrimonio con la actriz Kimberly Hidalgo el 15 de junio de 2019.
En diciembre de 2020 anunció que iba a ser padre. Su hijo nació el 24 de marzo de 2021.

## Filmografía
| Cine       | Cine                        | Cine                    | Cine                                          |
| Año        | Título                      | Rol                     | Notas                                         |
| ---------- | --------------------------- | ----------------------- | --------------------------------------------- |
| 2008       | Suspended                   | Bill                    | Cortometraje                                  |
| 2013       | The Starving Games          | Dale                    |                                               |
| 2013       | Something Wicked            | Aiden                   | Cortometraje                                  |
| 2015       | Merry Kissmas               | Dustin Casey            |                                               |
| 2016       | Oranges                     | Danny Foster            |                                               |
| 2017       | Broken Strings              | Agent                   | Cortometraje                                  |
| 2018       | Cincuenta sombras liberadas | Luke Sawyer             |                                               |
| Televisión |                             |                         |                                               |
| Año        | Título                      | Rol                     | Notas                                         |
| 2010       | Super Sportlets             | Ben / Ballistico        | Elenco principal; 27 episodios                |
| 2010–2016  | Pretty Little Liars         | Noel Kahn               | Papel recurrente; 27 episodios                |
| 2012–2013  | Days of Our Lives           | Brian                   | Papel recurrente; 14 episodios                |
| 2013       | Army Wives                  | Teniente Patrick Clarke | Papel recurrente; 9 episodios                 |
| 2013       | Dancing with the Stars      | Él mismo                | Concursante                                   |
| 2014       | Anger Management            | Tiffer                  | Episodio: "Charlie Pledges a Sorority Sister" |
| 2014       | The Michaels                | Tom Stanfield           | Película para televisión                      |
| 2015       | Ungodly Acts                | Daniel                  | Película para televisión                      |
| 2015       | Merry Kissmas               | Dustin Casey            | Película para televisión                      |
| 2016       | Suicide Note                | Brady Faris             | Película para televisión                      |
| 2016       | Accidentally Engaged        | Chas Hunter             | Película para televisión                      |
| 2017       | Dear White People           | Thane Lockwood          | Papel recurrente; 2 episodios                 |
| 2017       | Freakish                    | Jake                    | Papel recurrente                              |
| 2018       | Mingle All the Way          | Jeff Scanlon            |                                               |
| 2019       | Lost Star                   | Peter Ski               |                                               |
| 2019       | A Christmas Movie Christmas | Paul                    |                                               |
| Serie web  |                             |                         |                                               |
| Año        | Título                      | Rol                     | Notas                                         |
| 2009       | Private                     | Thomas Pearson          | 10 episodios                                  |
| 2012       | Pretty Dirty Secrets        | Noel Kahn               | Episodio: "I'm a Free Man"                    |
| 2016       | Relationship Status         | Church                  | 3 episodios                                   |